# Hryszany (rejon orszański)
Hryszany (biał. Грышаны; ros. Гришаны, Griszany) – wieś na Białorusi, w obwodzie witebskim, w rejonie orszańskim, w sielsowiecie Wysokaje, nad Arszycą.
Wieś znajduje się pomiędzy drogą republikańską R87 oraz drogą magistralną M8.